# Brierley
Brierley ist eine Stadt im District Barnsley in der Grafschaft South Yorkshire, England. Brierley ist 23,7 km von Sheffield entfernt. Im Jahr 2001 hatte es 4100 Einwohner. Brierley wurde 1086 im Domesday Book als Breselai/Breselie erwähnt.